# Endosporium aviarium
Endosporium aviarium är en svampart som beskrevs av Tsuneda 2008. Endosporium aviarium ingår i släktet Endosporium, ordningen Myriangiales, klassen Dothideomycetes, divisionen sporsäcksvampar och riket svampar.   Inga underarter finns listade i Catalogue of Life.